# 孤立腦

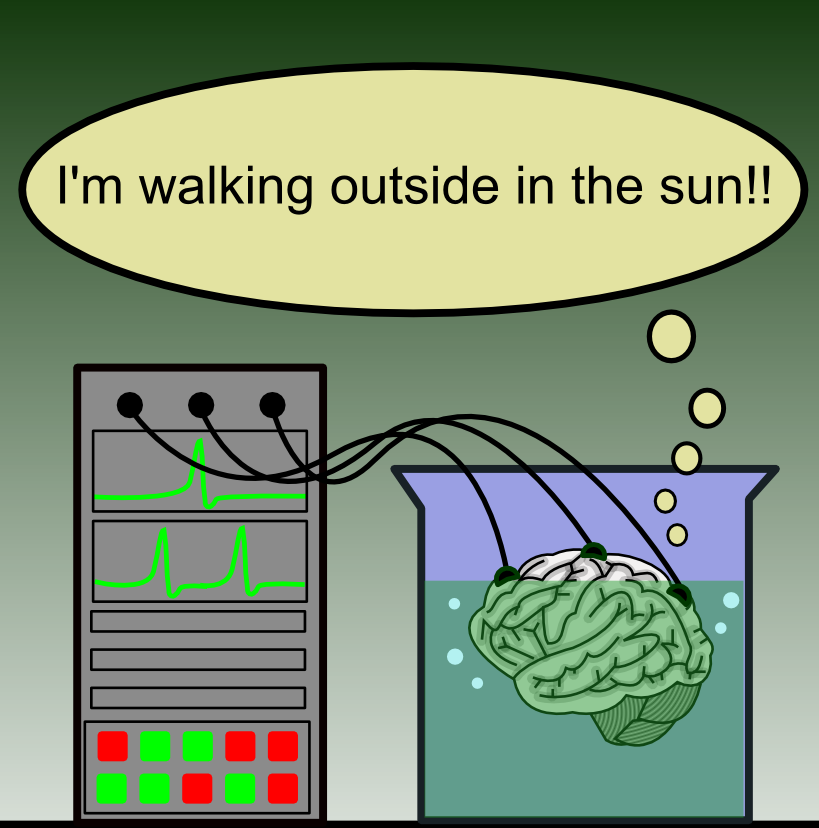
孤立腦

孤立腦是大腦在脫離身體一部份或者死亡後用人工血繼續In vitro生存並且連接到電腦中。是一種可能會有的科技。總之這樣的人就可能可以好像不老不死的繼續存在，而且可能可以有大腦意識。現在有些人把這個詞說成是標本用的。